# Järvaleden

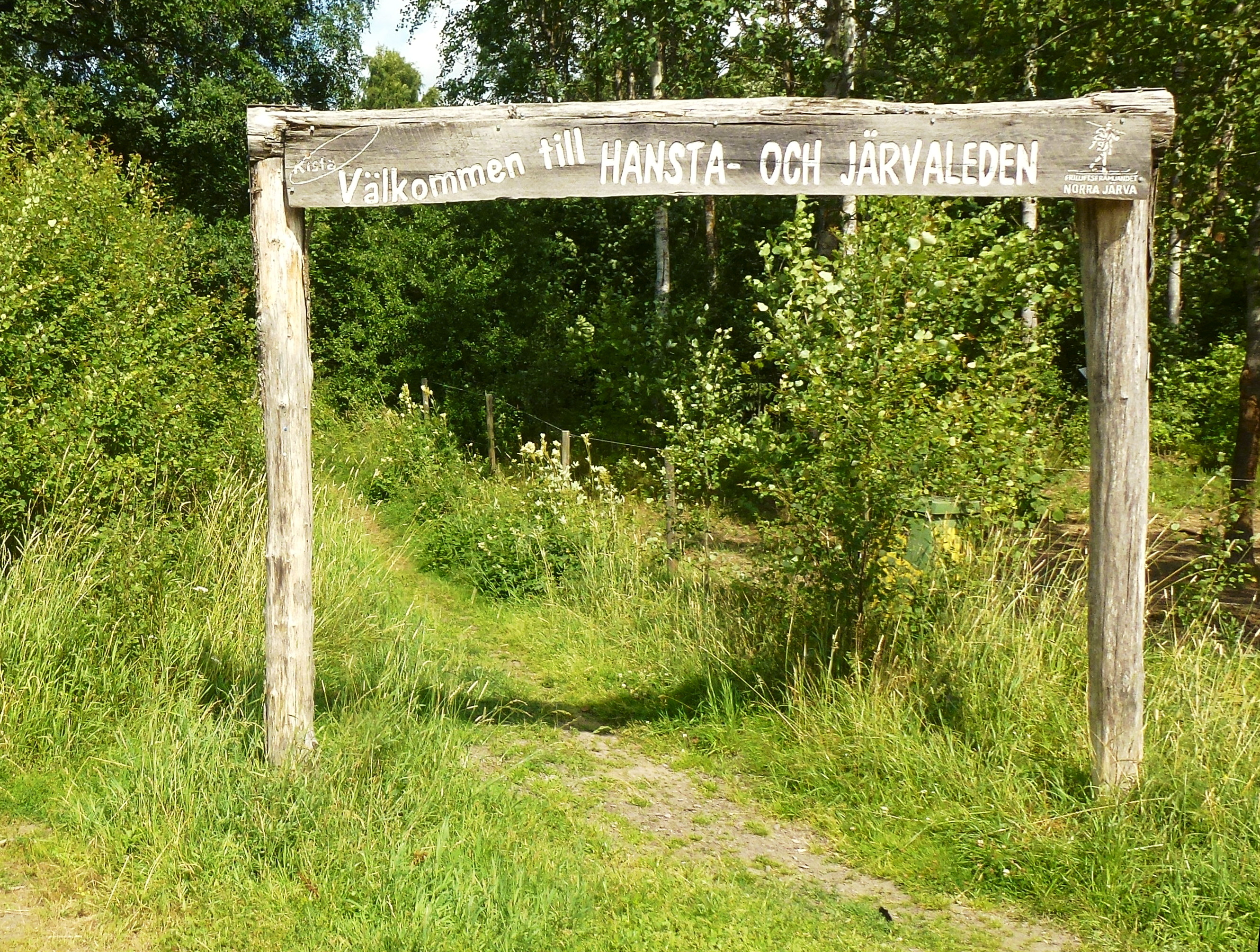
Järvaledens entré vid Hanstaskogen.

Järvaleden är en 35 kilometer lång vandringsled som sträcker sig på Järvafältet genom Stockholms, Sollentuna, Sundbybergs och Järfälla kommuner.
Initiativtagare till leden var Friluftsfrämjandets lokalavdelningar runt Järvafältet. Järvaleden är markerad med en orange triangel och sträcker sig från Ursviks motionsgård i söder, förbi Kista, genom Hanstaskogen och Väsby gård till Fäboda gård i norr. Ledan fortsätter sedan runt Översjön, förbi Molnsättra gård och söderut, förbi Säbysjön, Hägerstalunds gård, Eggeby gård och tillbaka till Ursvik. På sin väg passerar vandraren på Järvaleden fem naturreservat:
- Igelbäckens naturreservat
- Hansta naturreservat
- Molnsättra naturreservat
- Östra Järvafältets naturreservat
- Västra Järvafältets naturreservat

## Bilder

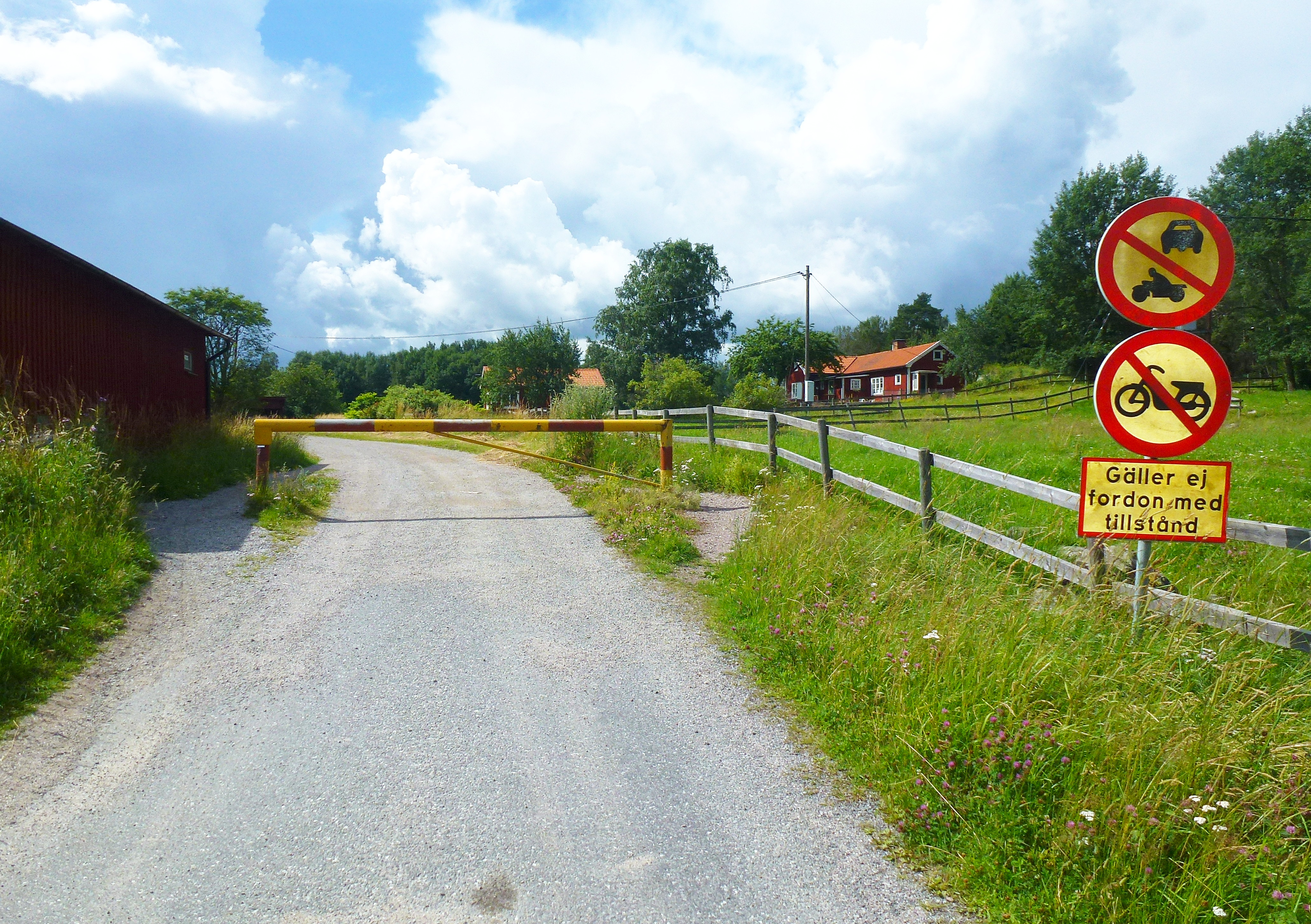
Leden vid Fäboda gård
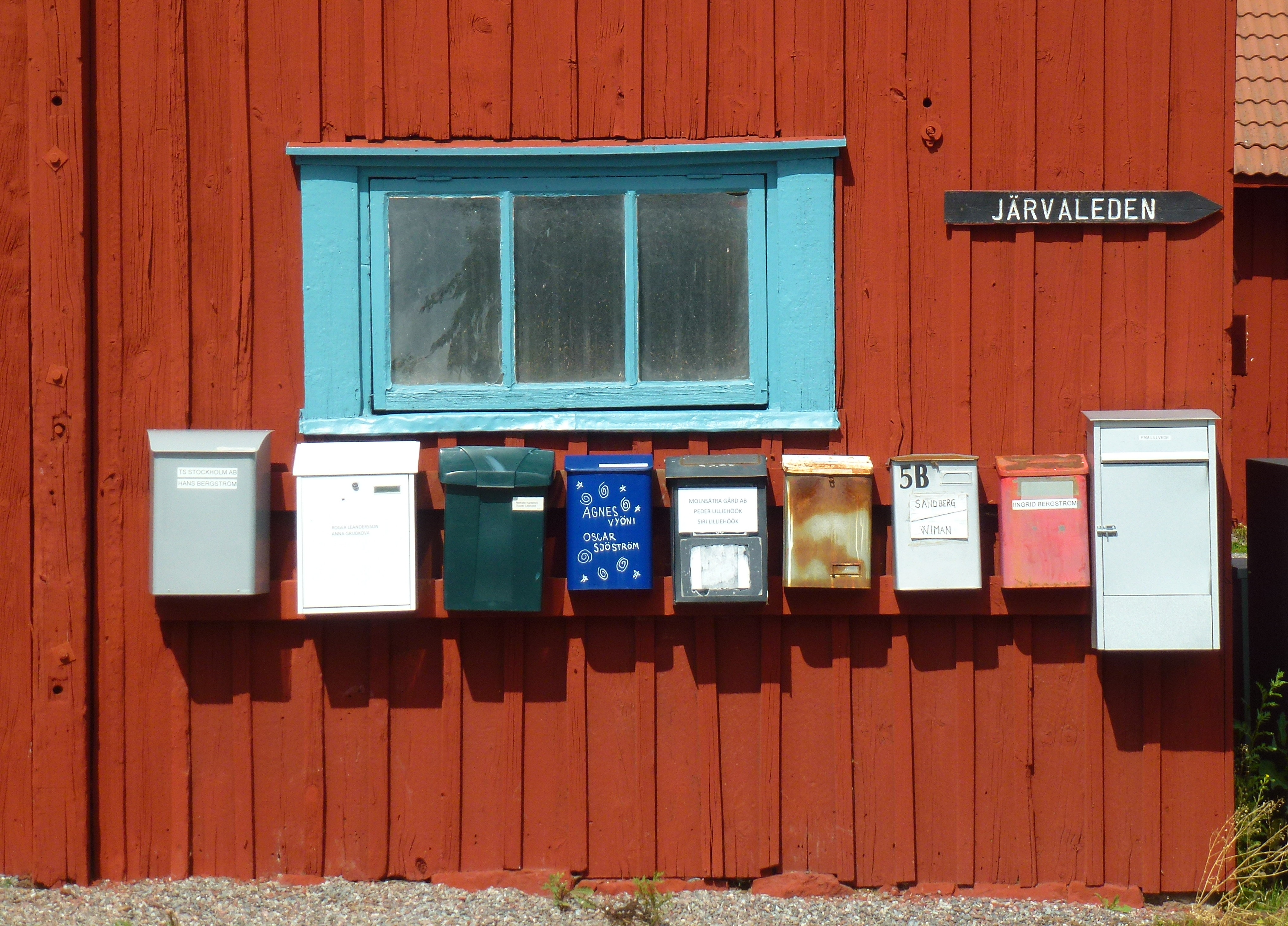
Leden vid Molnsättra gård
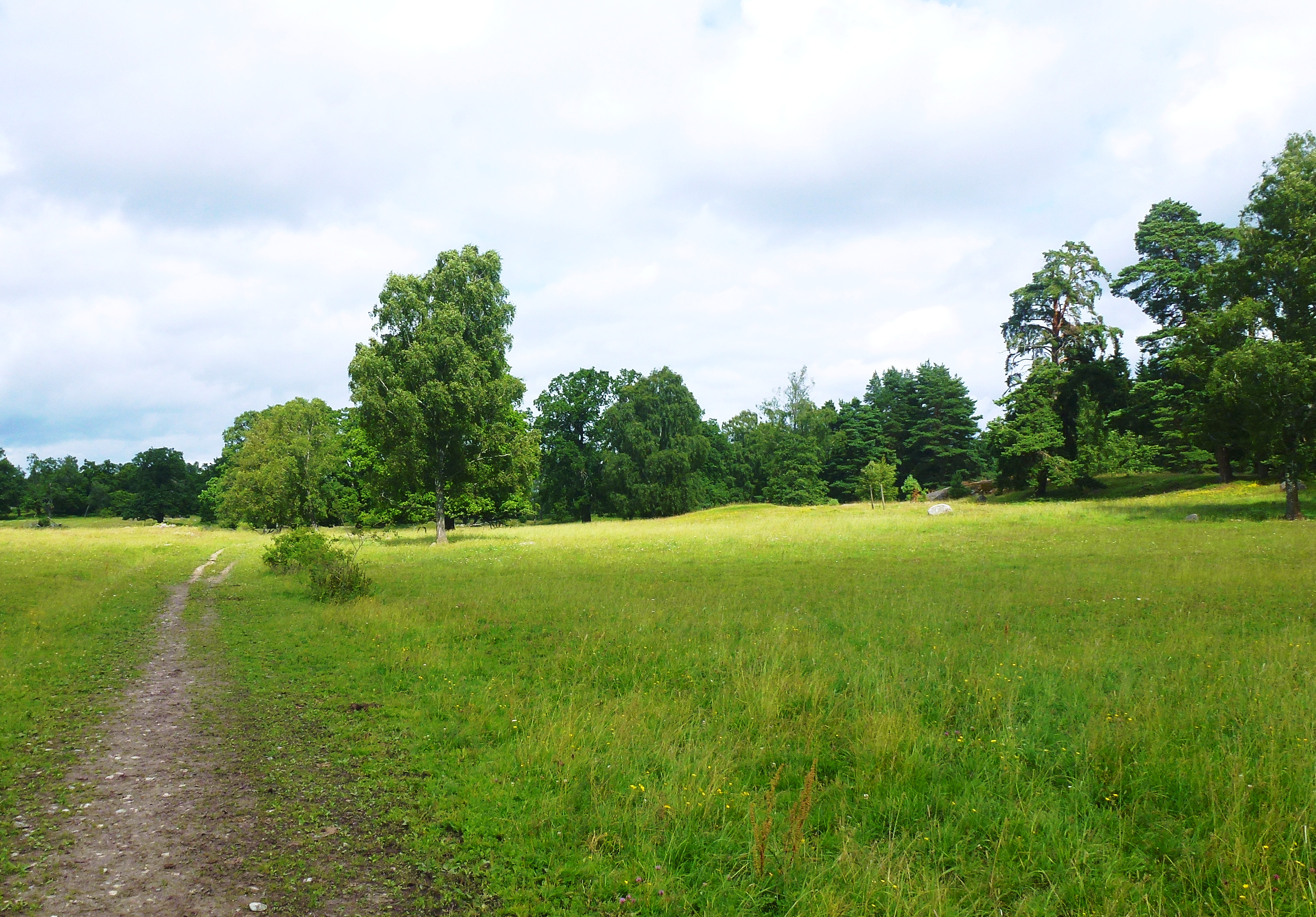
Leden genom Molnsättra naturreservat
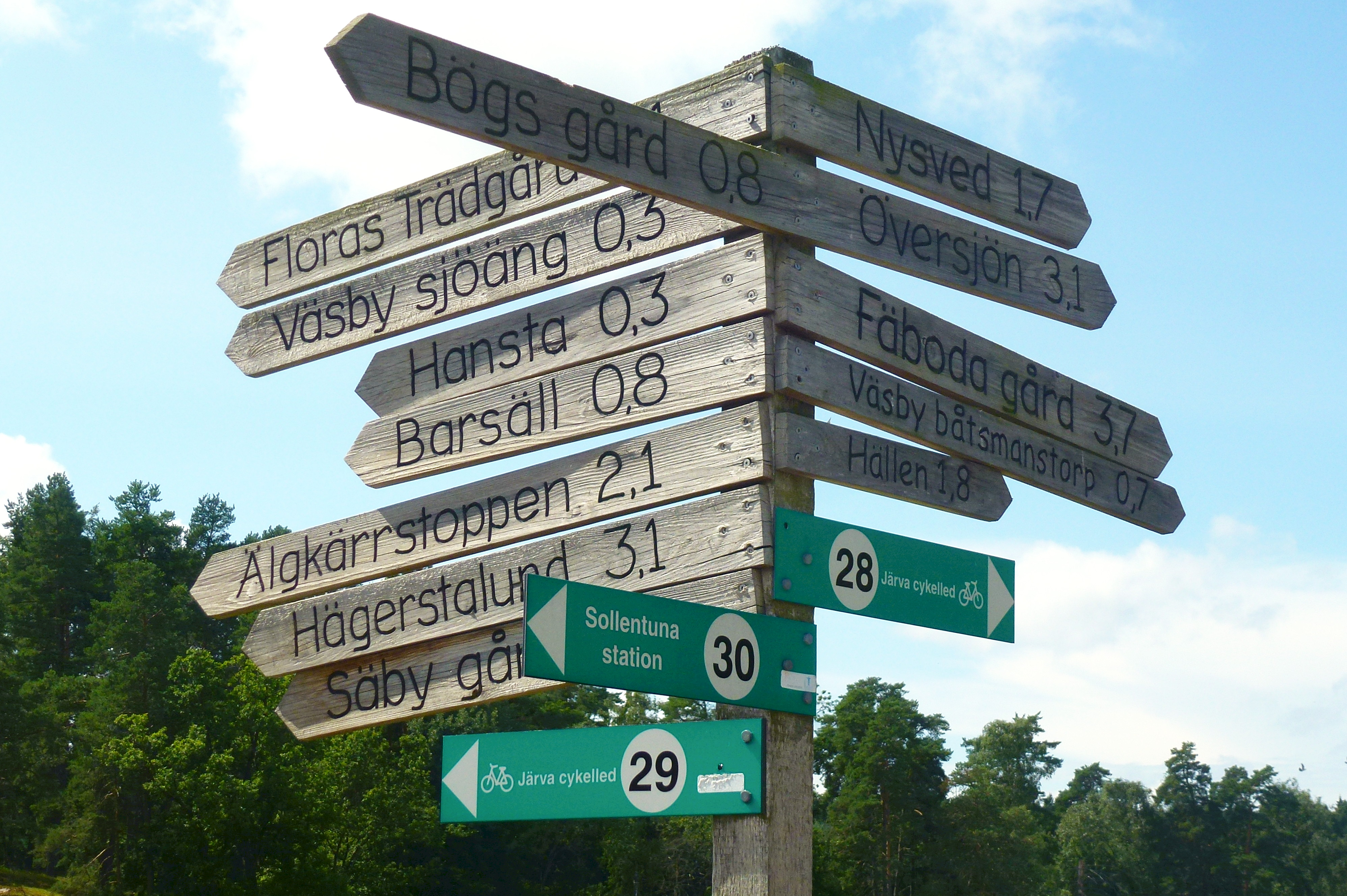
Vägvisare vid Väsby gård